# Kętrzyn
Kętrzyn (en alemany: Rastenburg) és una ciutat de Polònia, es troba al voivodat de Vàrmia i Masúria des del 1999, abans formava part del voivodat d'Olsztyn. És la capital del comtat de Kętrzyn. Li van atorgar el nom actual el 1950 en honor de Wojciech Kętrzyński.

## Història
Els pobladors originals de la zona foren la tribu bàltica dels estis, mencionats per Tàcit a Germània. El poble de Rastenburg fou establert el 1329 dins l'Estat Monàstic dels Cavallers Teutònics, i va aconseguir els drets de ciutat el 1357.
Més endavant, la població formà part de la província alemanya de Prússia Oriental, denominada en alemany Rastenburg, i en polonès Rastembork. La regió fou escenari de combats durant totes dues guerres mundials. El 1914 va lliurar-s'hi la batalla dels llacs de Masúria durant la campanya de Tannenberg.
El quartel de comandament militar d'Adolf Hitler durant la Segona Guerra Mundial, el Wolfsschanze, es trobava prop d'un bosc a l'est de Rastenburg. Al búnquer hi va tenir lloc l'atemptat fallit del 20 de juliol de 1944 contra Hitler. El 1945 la zona fou devastada tant pels alemanys que se'n retiraven com pels soviètics durant l'ofensiva del Vístula-Oder. Les runes del Woflsschanze, dinamitades pels alemanys en retirada, són actualment un punt turístic de la ciutat.
Rastenburg fou ocupada per l'Exèrcit Roig el 1945 cap al final de la Segona Guerra Mundial. En finalitzar la guerra, la zona va quedar sota administració polonesa segons l'acord de la Conferència de Potsdam. Els residents alemanys que no havien estat evacuats a temps foren posteriorment expulsats cap a l'oest i reemplaçats per polonesos. El 1950 la població fou reanomenada Kętrzyn en honor de l'activista polonès Wojciech Kętrzyński.

## Galeria d'imatges

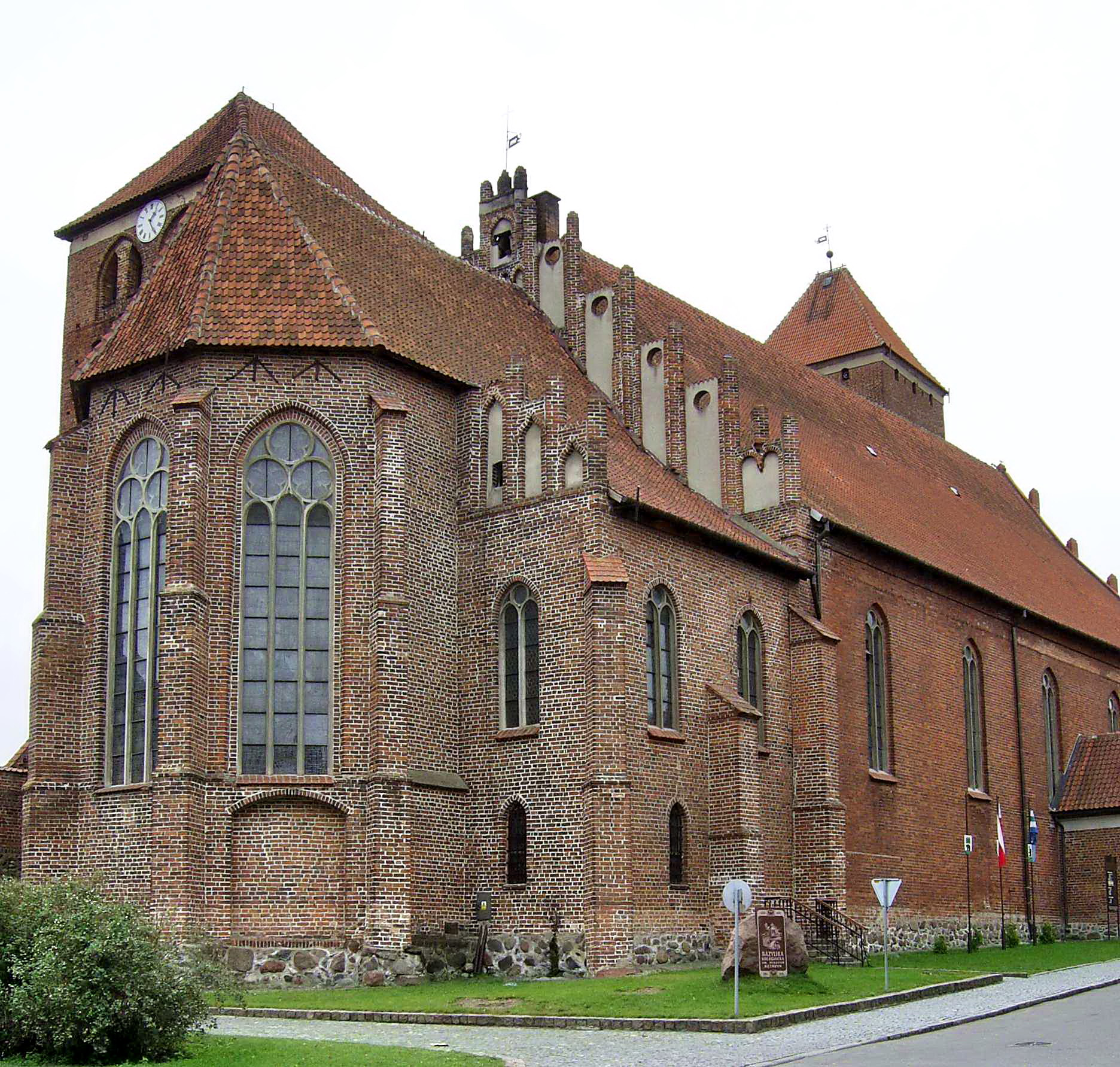
Església de Sant Jordi a Kętrzyn, d'estil gòtic bàltic.
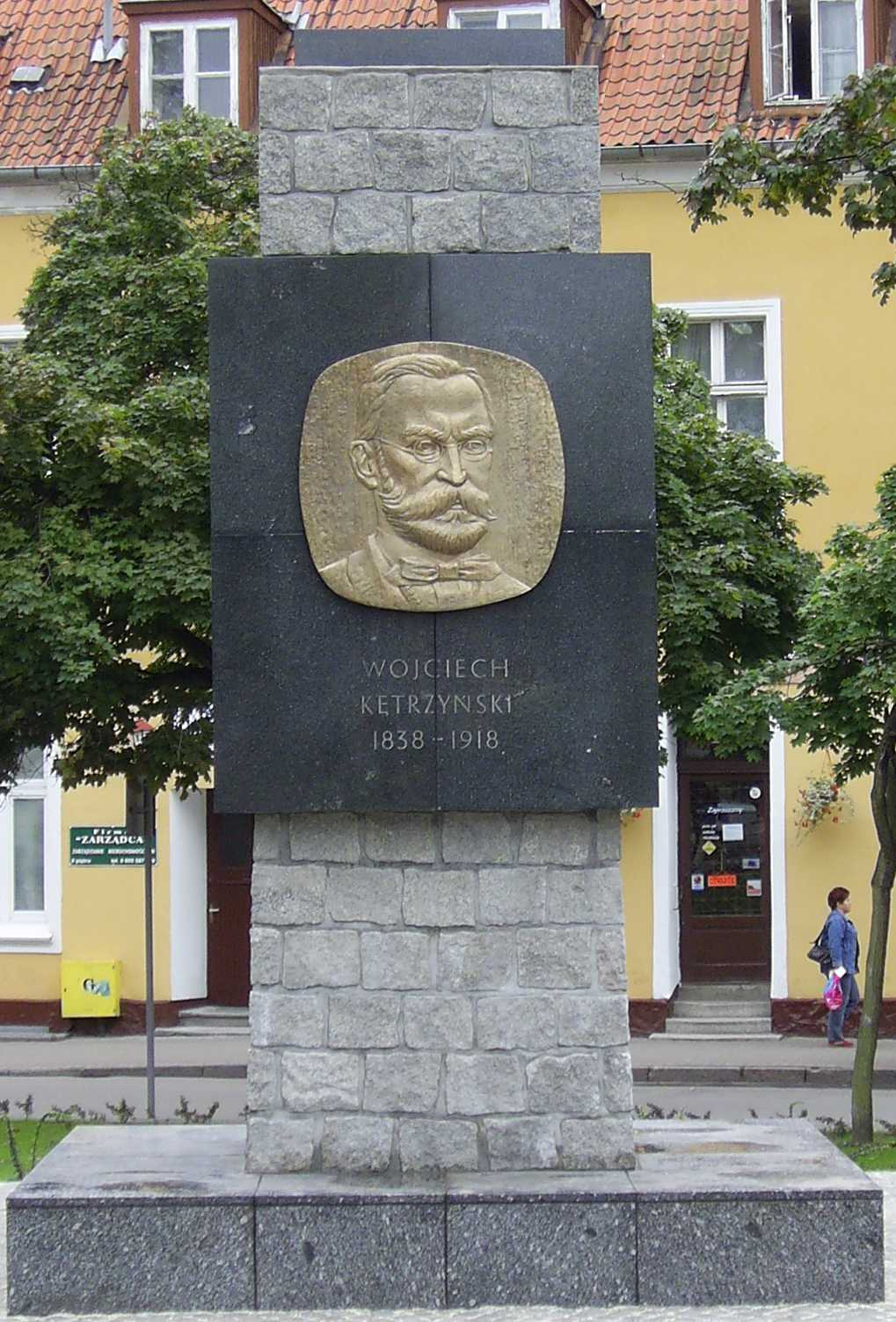
Monument a Kętrzyn a Wojciech Kętrzyński.
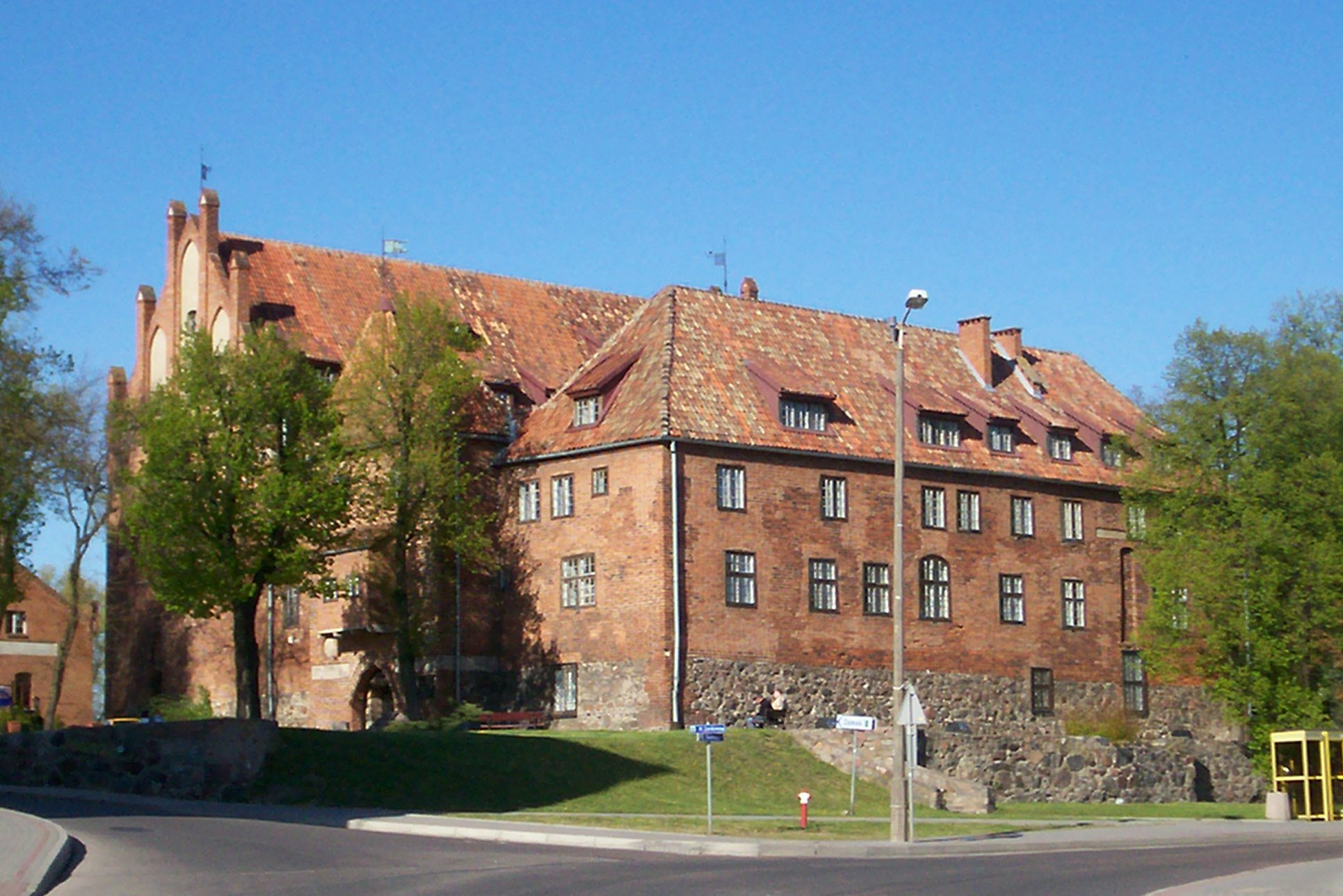
Castell de Kętrzyn.